# 137-й ближнебомбардировочный авиационный полк
137-й ближнебомбардировочный авиационный полк, он же 137-й скоростной бомбардировочный авиационный полк — воинская часть вооружённых СССР в Великой Отечественной войне.

## История наименований
- 5-й смешанный авиационный полк;
- 137-й скоростной бомбардировочный авиационный полк[1];
- 137-й ближнебомбардировочный авиационный полк[1];
- 114-й гвардейский ближнебомбардировочный авиационный полк (24.08.1943 г.)[1];
- 114-й гвардейский ближнебомбардировочный авиационный Краснознамённый полк (01.1944 г.);
- 114-й гвардейский ближнебомбардировочный Киркенесский Краснознамённый авиационный полк;
- 114-й гвардейский дальнебомбардировочный Киркенесский Краснознамённый авиационный полк;
- 114-й гвардейский бомбардировочный Киркенесский Краснознамённый авиационный полк;
- 1535-й гвардейский минно-торпедный Киркенесский Краснознамённый авиационный полк (15.09.1950 г.);
- 926-й гвардейский минно-торпедный Киркенесский Краснознамённый авиационный полк (30.04.1955 г.);

## История
Сформирован как 5-й смешанный авиационный полк в сентябре 1939 года под Мурманском. В состав полка входили две истребительные эскадрильи на И-153 и И-16 и две бомбардировочные эскадрильи на СБ. Перед началом боевых действий в Финляндии в полку была сформирована 5-я истребительная эскадрилья. 
Принимал участие в Зимней войне с 30 ноября 1939 года по 13 марта 1940 года. 30 ноября 1939 года в районе посёлка Пиренга западнее городов Кировск и Мончегорска разбились четыре бомбардировщика ДБ-3 1-й эскадрильи. 
В начале января 1940 года на базе истребительных эскадрилий был сформирован 147-й истребительный авиационный полк, а полк был переформирован в 5-й скоростной бомбардировочный авиационный полк с включением в его состав двух эскадрилий бомбардировщиков ДБ-3 и эскадрильи бомбардировщиков СБ из 31-го скоростного бомбардировочного авиационного полка.
1 февраля 1940 года в воздушном бою сбит бомбардировщик СБ ст. лейтенанта Б. М. Бабкина. 21 февраля 1940 года в районе Садинваара огнем истребителей противника сбиты бомбардировщики СБ лейтенанта Ив. Дм. Даниленко и ст. лейтенанта А. Н. Исачева.
Не позднее 15 августа 1940 года переименован в 137-й скоростной бомбардировочный авиационный полк. В Великой Отечественной войне полк с 22 июня 1941 года по 24 августа 1943 года.
На 22 июня 1941 года базировался на аэродроме Африканда, имея в наличии в наличии 35 самолётов СБ. В середине июля 1941 получил 2 самолёта Пе-2. Вёл боевые действия с первых дней войны, производил бомбардировки вражеских войск за линией фронта, в частности в июне-июле 1941 года бомбардировку аэродромов противника в Рованиеми и Кемиярви. 9 июля 1941 года производил бомбардировку скопления войск на перекрестках дорог Кайрала — Куолаярви, 12.07.1941 — район Вуориярви, с 12 по 24.07.1941 ежедневно производил бомбардировку в интересах 42-го стрелкового корпуса. 24 июля 9 самолётов полка выполнили успешный налёт на скопление вражеских войск на сопке Югон-васельскя.
Имевшиеся на вооружении бомбардировщики СБ использовались, главным образом, для нанесения ударов по тыловым объектам противника малыми группами без прикрытия истребителями, поэтому несли тяжёлые потери. За август 1941 года было потеряно более 20 самолётов. 26 августа 1941 года бомбардировщики полка Пе-2 вылетели на бомбардировку моста вблизи Сальмиярви, в мост не попали, зато прямым попаданием уничтожили строение, в котором находилось до 300 вражеских солдат и офицеров. 1 сентября 1941 года 6 экипажей СБ с высоты 2500 метров подвергли интенсивной бомбардировке автотранспорт с войсками противника в Алакуртти.
17 октября 1941 года 9 СБ подвергли внезапной бомбардировке аэродром и железнодорожную станцию Алакуртти. Результат налёта был зафиксирован на фотоплёнку. Был взорван бомбосклад, на восточной стороне аэродрома, разрушено одно станционное здание и разбит железнодорожный эшелон, в вагонах которого, видимо, находились боеприпасы. С 1 ноября по 5 декабря 1941 года переформировывался и пополнялся.
В ночь на 27.02.1942 года полк произвёл 9 вылетов, подвергнув бомбардировке Рованиеми, Алакуртти, Кайрала, Куолаярви. В Кайрала отмечены прямые попадания в железнодорожное полотно и 3 очага пожара. На аэродроме Рованиеми сожжён склад горючего. На станции Алакуртти замечены 3 прямых попадания в эшелоны.
В 1942 году на вооружение полка начали поступать самолёты A-20 «Бостон». В ноябре 1942 года был переформирован, на базе этого полка и 608-го ближнебомбардирочного авиационного полка создан один, 137-й полк. Любопытно, что и 608-й ближнебомбардировочный авиационный полк в декабре 1941 года был создан на базе личного состава того же 137-го полка.
С 27 февраля 1943 года полк вошёл в состав 258-й смешанной авиационной дивизии. Продолжал действия на кандалакшском и мурманском направлениях. С 24 августа дивизия переименована в 1-ю гвардейскую смешанную авиационную дивизию. В составе дивизии полк принимал участие в Обороне Заполярья — с 27 февраля 1943 года по 24 августа 1943 года.
24 августа 1943 года Приказом НКО СССР № 264 от 24.08 1943 и Директивой Генштаба № 514147 от 25.08.1943 преобразован в 114-й гвардейский ближнебомбардировочный авиационный полк.

## Полное наименование
- 137-й скоростной бомбардировочный авиационный Краснознамённый полк
- 137-й ближнебомбардировочный авиационный Краснознамённый полк

## Подчинение
| Дата            | Фронт (округ)                                 | Армия               | Корпус | Дивизия                                    | Примечания                  |   |
| --------------- | --------------------------------------------- | ------------------- | ------ | ------------------------------------------ | --------------------------- | - |
| 22.06.1941 года | Ленинградский военный округ                   | 14-я армия          | -      | 1-я смешанная авиационная дивизия          | с 24.06.1941 Северный фронт | - |
| 01.07.1941 года | Северный фронт                                | 14-я армия          | -      | 1-я смешанная авиационная дивизия          | -                           |   |
| 10.07.1941 года | Северный фронт                                | 14-я армия          | -      | 1-я смешанная авиационная дивизия          | -                           |   |
| 01.08.1941 года | Северный фронт                                | 14-я армия          | -      | 1-я смешанная авиационная дивизия          | -                           |   |
| 01.09.1941 года | Карельский фронт                              | 14-я армия          | -      | 1-я смешанная авиационная дивизия          | -                           |   |
| 01.10.1941 года | Карельский фронт (Кемская оперативная группа) | 14-я армия          | -      | 1-я смешанная авиационная дивизия          | -                           |   |
| 01.11.1941 года | Карельский фронт                              | 14-я армия          | -      | 1-я смешанная авиационная дивизия          | -                           |   |
| 01.12.1941 года | Карельский фронт                              | 14-я армия          | -      | 1-я смешанная авиационная дивизия          | -                           |   |
| 01.01.1942 года | Карельский фронт                              | 14-я армия          | -      | 1-я смешанная авиационная дивизия          | -                           |   |
| 01.02.1942 года | Карельский фронт                              | 14-я армия          | -      | 1-я смешанная авиационная дивизия          | -                           |   |
| 01.03.1942 года | Карельский фронт                              | 14-я армия          | -      | -                                          | -                           |   |
| 01.04.1942 года | Карельский фронт                              | 14-я армия          | -      | -                                          | -                           |   |
| 01.05.1942 года | Карельский фронт                              | 14-я армия          | -      | -                                          | -                           |   |
| 01.06.1942 года | Карельский фронт                              | 14-я армия          | -      | -                                          | -                           |   |
| 01.07.1942 года | Карельский фронт                              | -                   | -      | -                                          | -                           |   |
| 01.08.1942 года | Карельский фронт                              | 19-я армия          | -      | -                                          | -                           |   |
| 01.09.1942 года | Карельский фронт                              | -                   | -      | -                                          | -                           |   |
| 01.10.1942 года | Карельский фронт                              | 19-я армия          | -      | -                                          | -                           |   |
| 01.11.1942 года | Карельский фронт                              | 19-я армия          | -      | -                                          | -                           |   |
| 01.12.1942 года | Карельский фронт                              | 7-я воздушная армия | -      | 260-я бомбардировочная авиационная дивизия | -                           |   |
| 01.01.1943 года | Карельский фронт                              | 7-я воздушная армия | -      | 260-я бомбардировочная авиационная дивизия | -                           |   |
| 01.02.1943 года | Карельский фронт                              | 7-я воздушная армия | -      | 260-я бомбардировочная авиационная дивизия | -                           |   |
| 01.03.1943 года | Карельский фронт                              | 7-я воздушная армия | -      | 258-я смешанная авиационная дивизия        | -                           |   |
| 01.04.1943 года | Карельский фронт                              | 7-я воздушная армия | -      | 258-я смешанная авиационная дивизия        | -                           |   |
| 01.05.1943 года | Карельский фронт                              | 7-я воздушная армия | -      | 258-я смешанная авиационная дивизия        | -                           |   |
| 01.06.1943 года | Карельский фронт                              | 7-я воздушная армия | -      | 258-я смешанная авиационная дивизия        | -                           |   |
| 01.07.1943 года | Карельский фронт                              | 7-я воздушная армия | -      | 258-я смешанная авиационная дивизия        | -                           |   |
| 01.08.1943 года | Карельский фронт                              | 7-я воздушная армия | -      | 258-я смешанная авиационная дивизия        | -                           |   |

## Командиры
- Серебряков, Николай Гаврилович 1939, 1940
- полковник Удонин, Илья Давыдович (с 09.09.1940)
- майор Спиридонов А. П. (с октября 1941 г.)
- майор Володин, Александр Николаевич (с ноября 1941 г.)
- майор Котов Василий Васильевич (с 22.06.1941 - ком-р эскадрильи 137 ббап, с 26.10.1942 - ком-р 608 ближне-бомбардировочного авиаполка, с 24.08.1943 - ком-р 114-го гв. ближне-бомбардировочного Краснознамённого авиаполка)

## Награды и наименования
| Награда                | Дата | За что получена                     |
| ---------------------- | ---- | ----------------------------------- |
| Орден Красного Знамени | 1940 | за отличие в советско-финской войне |

## Герои Советского Союза
- Белов, Иван Михайлович, лейтенант, командир звена 5-го смешанного авиационного полка.
- Валентик, Дмитрий Данилович, капитан, командир эскадрильи 5-го скоростного бомбардировочного авиационного полка.